# Подмоки (Хавличкув Брод)
Подмоки (чеш. Podmoky) је насељено мјесто са административним статусом сеоске општине (чеш. obec) у округу Хавличкув Брод, у крају Височина, Чешка Република.

## Становништво
Према подацима о броју становника из 2014. године насеље је имало 119 становника.